# Из Парижа с любовью
«Из Пари́жа с любо́вью» (англ. From Paris with Love) — французский кинофильм режиссёра Пьера Мореля. Одним из сценаристов фильма является Люк Бессон. Главные роли в фильме исполняют Джон Траволта и Джонатан Рис-Майерс. Премьера фильма в России состоялась 4 февраля 2010 года.
Название фильма — аллюзия на второй фильм бондианы «Из России с любовью» 1963 года.

## Сюжет
Джеймс Риз — личный помощник американского посла во Франции. В действительности он младший оперативный сотрудник ЦРУ, который мечтает стать полноценным агентом и участвовать в реальных операциях. Пока ему доверяют только поменять номера на конспиративной машине и установить прослушку в кабинете министра иностранных дел Франции. Его девушка Каролин просит на ней жениться и дарит ему «кольцо, принадлежавшее её отцу».
Джеймс узнаёт, что получает повышение и напарника, спецагента Чарли Уэкса, которого для начала нужно вызволить из таможни аэропорта. Риз не понимает настойчивости, с которой Уэкс хочет пронести несколько банок с энергетическим напитком, который можно купить и во Франции. Чтобы долго не спорить с конфликтующими сторонами (Уэкс и таможенник), Риз клеит на сумку стикер «Дипломатическая почта» и забирает её. В автомобиле Уэкс вытаскивает из банок части разобранного любимого пистолета, SIG-Sauer X5 LW, сделанного на заказ, который он называет «Миссис Джонс», и рассказывает, что они едут в один китайский ресторан, так как там одна девушка (как оказалось, племянница министра обороны) купила наркотик и умерла от передозировки. 
Риз везёт его до места назначения, где Уэкс, ликвидировав всех китайцев, обнаруживает спрятанный кокаин и даёт Ризу наполненную им вазу, чтобы тот носил её, как «вещественное доказательство». Они продолжают идти по следу наркоторговцев, и Риз узнаёт, что на самом деле они ищут пакистанских террористов, которые финансируются на деньги от продажи наркотиков. Это обстоятельство приводит их на одну квартиру, на стене которой висят фото самого Риза.
Джеймс приводит Уэкса к себе домой, чтобы прояснить ситуацию, так как во время погони за пакистанцами Джеймс был замечен Каролин в компании Уэкса и какой-то проститутки в лифте. Дома она организовывает ужин и приглашает свою подругу-пакистанку. В квартире Уэкс обнаруживает прослушивающие устройства и после проверяющего звонка пакистанке стреляет ей в голову и разоблачает Каролин. Каролин на самом деле выполняла работу для пакистанцев — следила за Ризом, а также дала ему кольцо с «маячком», по которому их и нашли. Каролин стреляет в Риза и сбегает, Уэкс успевает только рассмотреть номер автомобиля, который её подбирает на дороге.
На следующее утро на приём в посольстве приезжает делегация из США, и Уэкс полагает, что их цель — американский кортеж с делегацией, и вместе с другим оперативником выезжает на кольцевое шоссе и выслеживает вчерашнюю машину. Они мчатся по шоссе, пытаясь догнать машину. А в это время оставшийся дома раненый Риз находит рисунок, по которому понимает, что Каролин нет в машине, а это специальный отвлекающий манёвр, и целью на самом деле является посольство США, где должен состояться приём. Уэкс, рассмотрев, что в машине действительно нет Каролин, в последний момент взрывает её с помощью AT4 перед машиной делегации.
Несмотря на своё состояние, Риз появляется в посольстве, куда не может пройти, так как по его пропуску уже зашла Каролин. Найдя её там, одетую в пояс смертника, Риз пытается разрешить ситуацию мирным путём, говоря ей, что любит её, но это не срабатывает. Уэкс быстро подъезжает к месту встречи делегации и, пока Риз «выясняет отношения» с Каролин, пробирается к ним. Когда Риз убивает Каролин, Уэкс быстро подбегает к ней и выводит из строя взрывное устройство.
В конце фильма Риз, уже официальный агент ЦРУ, провожает Уэкса на самолёт, где Уэкс ему говорит, играя с собой в шахматы, что они были отличными напарниками.

## В ролях
- Джон Траволта — Чарли Уэкс
- Джонатан Рис-Майерс — Джеймс Риз
- Кася Смутняк — Каролин
- Ричард Дарден — посол Беннингтон
- Эрик Гордон[англ.]— министр иностранных дел
- Эмбер Роуз Рева[англ.] — пакистанка Николь
- Чемс Дамани[фр.] — Рашид
- Мелисса Марс — проститутка
- Дэвид Гэзмен — немецкий турист
- Келли Престон (на тот момент супруга Джона Траволты) — женщина на Эйфелевой башне (в титрах не указана)